# Fiódor Tiútchev
Fiódor Ivánovich Tiútchev, en ruso: Фёдор Ива́нович Тю́тчев (5 de diciembre de 1803-27 de julio de 1873), fue un célebre poeta ruso. Tras licenciarse en la Universidad de Moscú en 1821, se traslada a Múnich y no volverá a Rusia hasta 1844. Diplomático de carrera, Tiútchev vivió en Múnich y Turín y conoció a Heine y Schelling. A la vuelta, en 1845 recibe un puesto en San Petersburgo en el Ministerio de Asuntos Exteriores.
No participaba en la vida literaria y nunca pretendió ser un hombre de letras. Se conocen unas 400 poesías de Tiútchev, siendo muy popular en Rusia. En su obra temprana se ve la influencia del clasicismo del siglo XVIII, pero desde los años 1830 sigue la tradición del romanticismo europeo (ante todo alemán). Crea versos filosóficos, llenos de meditaciones sobre el universo, el destino humano y la naturaleza. En los años 1840 Tiútchev escribe artículos políticos, analizando el problema de relaciones entre Rusia y la civilización de Occidente.
En los años 1850 su tema principal es el amor; Tiútchev crea una serie de poesías apasionadas, donde el amor tiene un fuerte aspecto trágico. Más tarde, la obra de este período fue reunida en el llamado “ciclo de Denísieva”, es decir, una serie de poesías dedicadas a su amante, Yelena Aleksándrovna Denísieva, fallecida en 1864. A partir de los años 1860 Tiútchev se dedica casi exclusivamente a la poesía política.

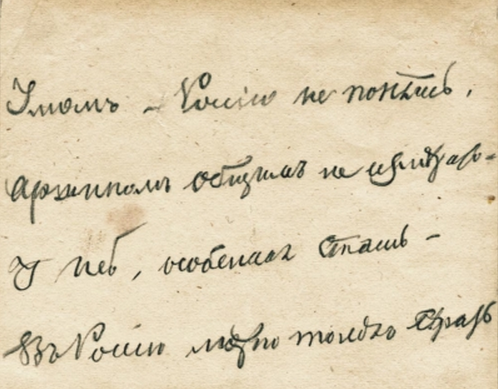
Autógrafo del poema Rusia no se entiende con la mente

Su poema más conocido, Silencio! (Молчание! o Молчи!, 1833), es una desesperada invocación del silencio, una lamentación sobre la imposibilidad de comprensión mutua entre dos seres humanos. Un verso de este poema, “El pensamiento pronunciado es mentira” ("Мысль изреченная есть ложь"), junto con los títulos de los poemas Rusia no se entiende con la mente (Умом Россию не понять, 1866) y No podemos adivinar el eco de nuestras palabras (Нам не дано предугадать, как слово наше отзовётся, 1869), son unos de los aforismos más célebres de Tiútchev.

## Orígenes del apellido
La etimología del apellido Tiútchev es objeto de discusión. Como muchos apellidos rusos, puede provenir de lenguas túrquicas, por ejemplo, de las palabras uiguras kütüči (pastor), tüt (fumar), tütäči (músico que toca el caramillo). Según la tradición familiar de los Tiútchev, es la versión rusa de Dudgi, el nombre de un italiano que en el siglo XIII visitó Rusia con la expedición de Marco Polo.

## Enlaces externos

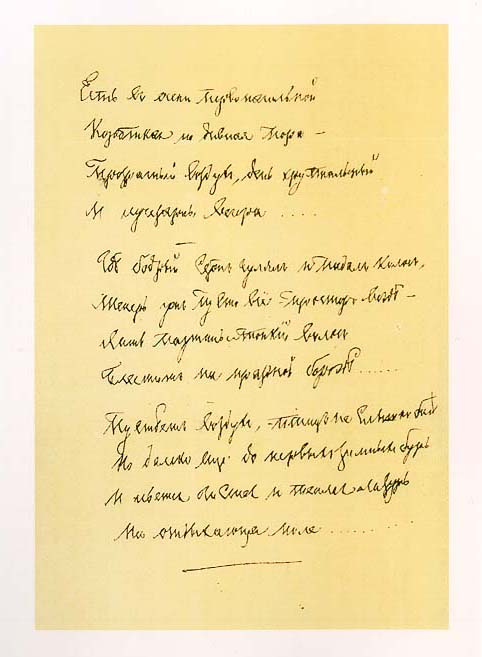
Autógrafo del poema de Tiútchev «Hay en el inicio del otoño…» («Есть в осени первоначальной…»), 1857